# Mythoplastis exanthes
Mythoplastis exanthes är en fjärilsart som beskrevs av Edward Meyrick 1919. Mythoplastis exanthes ingår i släktet Mythoplastis och familjen äkta malar.
Artens utbredningsområde är Franska Guyana. Inga underarter finns listade i Catalogue of Life.